# Radio Disney Music Awards 2015
Die Verleihung der Radio Disney Music Awards 2015 fand am 25. April 2015 im Nokia Theatre in Downtown Los Angeles, Kalifornien, statt. Gastgeberin der Show war Zendaya. Ausgestrahlt werden sie am 26. April 2015 auf dem Disney Channel. In Deutschland wurden sie über einen Monat später, am 30. Mai 2015, auf dem deutschen Disney Channel ausgestrahlt. Kommentiert wurde die Show dort von der Youtuberin DominoKati.

## Präsentatoren
- Fifth Harmony
- Carly Rae Jepsen
- Die Besetzung von Teen Beach 2
- Chelsea Kane
- Sweet Suspense
- Kelsea Ballerini
- Die Besetzung von Black-ish

## Auftritte
Folgende Künstler traten während der Veranstaltung auf:
- Fifth Harmony – I Wanna Dance with Somebody (Who Loves Me)/Worth It
- Nick Jonas – Chains/Jealous
- Sabrina Carpenter – We'll Be The Stars/Eyes Wide Open
- Rachel Platten – Fight Song
- R5 – Smile/Let's Not Be Alone Tonight
- Becky G – Lovin' So Hard/Shower
- Natalie La Rose – Somebody
- Shawn Mendes & Sheppard – Something Big/Geronimo

## Preisträger und Nominierte

### Beste Sängerin
Ariana Grande
- Meghan Trainor
- Taylor Swift

### Bester Sänger
Ed Sheeran
- Nick Jonas
- Pharrell Williams

### Beste Gruppe
Fifth Harmony
- 5 Seconds of Summer
- One Direction

### Bester Newcomer
Charli XCX 
- Shawn Mendes
- Echosmith

### Die heftigsten Fans
Harmonizers von Fifth Harmony
- BeyHive von Beyoncé
- R5Family von R5

### Beste Zusammenarbeit
Demi Lovato feat. Cher Lloyd – Really Don’t Care
- Olly Murs feat. Travie McCoy – Wrapped Up
- The Vamps feat. Demi Lovato – Somebody To You

### Bester Song
Ariana Grande feat. Iggy Azalea – Problem
- Meghan Trainor – All About That Bass
- Taylor Swift – Shake It Off

### Radio Disney's meist gesprochener Star
Ariana Grande
- Taylor Swift
- 5 Seconds of Summer

### Bester Schlussmach-Song
Selena Gomez – The Heart Wants What It Wants
- Demi Lovato feat. Cher Lloyd – Really Don't Care
- Jacob Latimore feat. T-Pain – Heartbreak Heard Around the World

### Bester Verliebe-Song
Sabrina Carpenter – Can't Blame a Girl for Trying
- Nick Jonas – Jealous
- One Direction – Steal My Girl

### Bester BFF-Song
Bea Miller – Young Blood
- Echosmith – Cool Kids
- Sheppard – Geronimo

### Bester Gute-Laune-Song
Maroon 5 – Sugar
- Pharrell Williams – Happy
- R5 – Smile

### Eingängigster neuer Song
Becky G – Shower
- Fifth Harmony – Boss
- MKTO – Classic

### Bester Tanz-Song
Taylor Swift – Shake It Off
- Meghan Trainor – All About That Bass

### Bester Style
Becky G
- Ariana Grande
- Zendaya